# 風吹あんな
風吹 あんな（ふぶき あんな、1968年7月27日 - ）は、日本の元AV女優。元AV監督。

## 経歴
1994年、宇宙企画よりAVデビュー。その後、シネマジックの専属ハードSM女優となった。Vシネマにも出演。
1995年、マックスエーより『私にビデオをとらせてよ』でAV監督デビューも果たした。得意ジャンルは「SM」と「レズビアン」もの。男優が一切出ないレズビデオの草分け。
監督名を「風吹晏名」に改名。ミュージシャンのプロモーション、企業PR、アイドルイメージビデオも制作。
2001年、切通理作プロデュースで「セックスプレイヤー」（インターメディア出版）を出版。
TV番組のレギュラー出演、MCをこなし、月に数本の連載を抱えるライターであり、作家であり、漫画家。映像制作会社とモデルプロダクション経営。
2004年、業界完全引退。

## 監督作品

### アダルトビデオ
- 「女塾」シリーズ（V&Rプランニング）
- 「姫いじり」（V&Rプランニング）
- 「剃毛レズビアン」シリーズ（KUKI）
- 「素人娘のレズビデオ」シリーズ（KUKI）
- 「全国出張ヤリ撮りレズビアン」シリーズ（h.m.p）
- 「メス犬奴隷の幸せ」（h.m.p）
- 「ＡＶ処女　レズビアン面接」（メディアステーション）
- 「巨乳・美乳レズビアン4大饗艶」（アリスJAPAN）
- 「高級レズビアンコールガール」（VIP）
- 「裸美リンス」（クリスタル映像）
- 「先生の体温 常盤桜子」（トライハートコーポレーション）
- 「女教師の秘蜜 瀬戸準」（トライハートコーポレーション）
- 「Girls Be...－はじめてのふたり旅－」（ネクストイレブン）
- 「レズエステティシャン」（ネクストイレブン）
- 「航空警備隊」（ネクストイレブン）
- 「エンドレスLOVEメイファ 」（シネマジック）
- 「百合のスチュワーデス」（シネマジック）
- 「私にビデオを撮らせてよ」（マックスエー）

他